# Xenosoma progonum
Xenosoma progonum är en fjärilsart som beskrevs av Erich Martin Hering 1925. Xenosoma progonum ingår i släktet Xenosoma och familjen björnspinnare. Inga underarter finns listade i Catalogue of Life.